# Marie Gerbron
Marie Gerbron (* 23. Dezember 1986 in Harfleur, Frankreich) ist eine ehemalige französisch-britische Handballspielerin und -trainerin.

## Karriere
Gerbron spielte anfangs beim französischen Erstligisten Havre HAC. Mit Havre HAC gewann sie 2006 und 2007 den französischen Pokal. Im Sommer 2009 wechselte sie zum Zweitligisten HB Octeville. In der Saison 2012/13 lief sie für den norwegischen Verein Bravo HK auf. Gerbron, die in einer gleichgeschlechtlichen Beziehung lebt, legte anschließend schwangerschaftsbedingt eine Pause ein. In der Saison 2014/15 trainierte sie Bravo HK. Zwischen 2016 und 2018 lief sie nochmals für HB Octeville auf.
Marie Gerbron gehörte dem Kader der britischen Handballnationalmannschaft an. Sie gehörte zum britischen Aufgebot, das an den Olympischen Sommerspielen 2012 in London teilnahm.